# Doe Run Resources Corporation

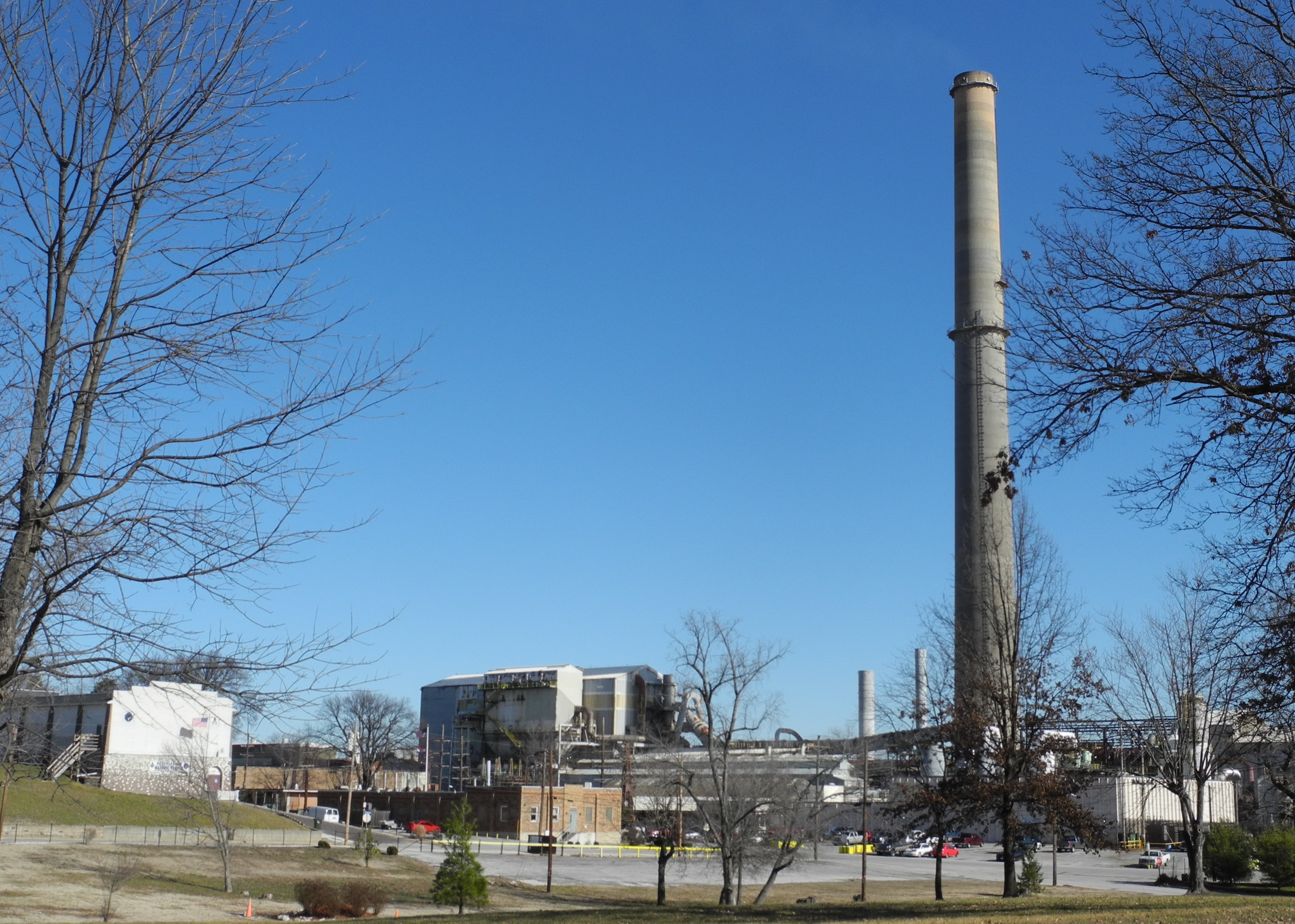
La fonderie de Doe Run à Herculaneum dans le Missouri

Doe Run Resources Corporation (connu sous la dénomination Doe Run Company) est le plus grand producteur de plomb du monde occidental. L'entreprise possède deux fonderies (dont une seule est en activité), cinq broyeurs (dont quatre encore actifs), plusieurs mines, la deuxième plus grande fonderie de plomb au monde, le tout dans le sud-est du Missouri, de même qu'une fonderie multi métaux à La Oroya et une mine de cuivre à Cobriza, toutes deux au Pérou, ainsi que diverses usines de traitement du plomb en Arizona et dans l'État de Washington.
Doe Run Company est une filiale détenue entièrement par le groupe Renco. En 2005, le groupe produisit 376 200 tonnes de plomb, soit 11,5 % de la production mondiale, ainsi que 123 800 tonnes supplémentaires de plomb et de petits tonnages de zinc et de cuivre concentrés.

## Historique
Avec la guerre de Sécession, la demande de plomb augmente, pour les munitions. En 1864, la Doe Run Resources Corporation est fondée pour implanter les méthodes minières moderne dans le Missouri, où jusque-là la plupart des mines étaient peu profondes, et elle utilise dès 1869 le forage au diamant. Elle opère dans le sud-est du Missouri où elle n'exploite qu'une mine de plomb à petite échelle mais achète des terres et devient rapidement la plus grande de l'Etat. En dépit de sa relative isolation territoriale et des difficultés de l'époque, l'entreprise prospère et parvient à ouvrir une première fonderie en 1892 à Herculaneum, où toutes les fonderies finiront par fusionner en 1920. Elle fut également active et posséda des mines (aujourd'hui revendues) en Amérique du Sud et des exploitations de zinc dans l'État de New York. Doe Run accumula un important portefeuille de mines d'or et d'activités de prospection, y compris El Indio, plus grosse mine d'or du Chili, qui devint St. Joe Gold avant d'être revendue à la Barrick Gold dans les années 1980.
Avec l'épuisement progressif des ressources de la Old Lead Belt après la Seconde Guerre mondiale, St. Joe comme ses concurrents recherchèrent de nouveaux relais de croissance dans le sud-est du Missouri et trouvèrent d'autres gisements de plomb et de zinc, dont la vaste Viburnum Trend sur laquelle les opérations nord-américaines de Doe Run sont aujourd'hui concentrées. En 1981, St. Joe est acquise par la Fluor Corporation avant de former, cinq ans plus tard, un éphémère partenariat avec Homestake Lead nommé Doe Run Company, dans lequel Homestake apporta ses opérations d'exploitation et de fonderie de Buick. Après la dissolution du partenariat, St. Joe convertit la fonderie de Buick en usine de recyclage du plomb, qui deviendra la plus importante du monde.
En 1994, le Renco Group rachète St. Joe à Fluor et la rebaptise Doe Run Resources Corporation, enregistrée auprès des autorités en tant que Doe Run Company. Cette même année, Doe Run acquiert d'autres manufactures de plomb et sa taille double ainsi de plus de moitié en 1997 avec le rachat de la fonderie de La Oroya et de la mine de cuivre péruvienne Cobriza. En 1998, elle rachète également la division plomb du Missouri d'ASARCO qui comprend entre autres deux mines et deux usines.

## Exploitations aux États-Unis
Toutes les mines américaines de Doe Run se situent sur le Viburnum Trend, une exploitation minérale de 64 km de long pour une largeur moyenne de 150 m, une épaisseur de 3 à 30 m et une profondeur moyenne de 300 m. Il s'agit d'un gisement classique de plomb et de zinc de la vallée du Mississippi dont les roches cambriennes carbonatées contiennent une proportion exceptionnellement élevée de plomb. Les principaux minerais sont la galène (plomb, PbS) et la sphalérite (zinc, ZnS) avec des quantités moindres de chalcopyrite (cuivre, CuFeS2). Fin octobre 2005, les réserves prouvées de minerai étaient estimées à 34 millions de tonnes dont une moyenne de 6,23 % de plomb, 1,36 % de zinc et 0,26 % de cuivre.
À la fin octobre 2006, la compagnie possédait six puits de production alimentant quatre usines combinant une productivité totale de 21 000 tonnes par jour. Les produits sont ensuite envoyés sur le site d'une première fonderie d'une capacité annuelle de 227 000 tonnes à Herculaneum, à 56 km au sud de Saint Louis. Cette fonderie n'est pourtant pas utilisée pleinement, puisque le permis d'exploitation de Doe Run n'excède pas 181 500 tonnes par an. En 2006, la production a donc atteint 140 300 tonnes de plomb brut. Les matières premières restantes, comprenant notamment des concentrés de plomb, de zinc et de cuivre, ont été revendues à d'autres fonderies. À noter qu'un puits, une usine et une fonderie (à Glover) n'ont pas été utilisés au cours de cette année-là.
L'usine de recyclage à Boss, dans le Missouri, traite les piles usagées ou d'autres déchets de plomb représentant parfois un danger biologique. Elle a un permis de production de 152 410 tonnes de plomb annuelles mais n'en produisit que 123 800 en 2005 en raison d'une faible demande sur le marché des métaux.
Fabricated Products, une filiale, produit des métaux manufacturés à haute valeur ajoutée, tels que l'oxyde de plomb, des feuilles ou des canalisations en plomb, ces dernières servant notamment aux infrastructures en Arizona et dans l'État de Washington.

### Pollutions induites par ces exploitations
Doe Run a régulièrement été citée par l'Agence de protection de l'environnement des États-Unis (EPA) pour avoir enfreint les limites d'émissions annuelles de déchets polluants, contaminant les routes et puis généralement le voisinage immédiat de sa fonderie. Les excès d'émissions ont conduit à la réduction de la production annuelle autorisée sur le site d'Herculaneum, à l'obligation de décontaminer certaines routes et tout véhicule sortant du site pouvant présenter un danger pour l'environnement. La compagnie s'est également vue contrainte par l'EPA de trouver des solutions aux problèmes de contaminations des sols et de la population, qui présente un taux trop élevé de plomb dans le sang. Enfin, elle a dû débourser 10,4 millions de dollars pour racheter les 160 habitations les plus proches de la fonderie afin de les traiter en décontamination (notamment au niveau des sols). Doe Run a aussi lancé un programme de recherche visant à trouver des substituts au traitement primaire (brut) du plomb.

## Exploitations au Pérou
Doe Run possède 99,97 % des parts de la fonderie polymétallique La Oroya. Établie par la American Cerro de Pasco Corporation en 1922, cette fonderie a été nationalisée en 1974, devenant la propriété de Centromin avant d'être reprivatisée en 1997, après son rachat par Doe Run pour 247 millions de dollars.
La Oroya est une raffinerie de zinc ainsi qu'une fonderie de plomb et de cuivre. Elle intègre également des circuits additionnels de récupération des sous-produits issus de l'exploitation, en particulier du « minerai sale » provenant de nombreuses mines locales environnantes, qui nécessite un traitement supplémentaire par rapport aux minerais plus conventionnels. Cela inclut l'or et l'argent, résidus du raffinage, l'antimoine, l'arsenic, le bismuth, le cadmium, l'indium, le sélénium, le tellure, l'acide sulfurique et l'oléum.  La production a atteint 48 600 tonnes de cuivre, 120 000 de plomb, 45 000 de zinc, 1 060 d'argent et 2 080 kilogrammes d'or en 2006.
La compagnie possède également la mine de cuivre de la Cobriza, au sud de la Oroya, achetée 7,5 millions de dollars afin d'assurer une part minimum dans l'approvisionnement en concentré de la fonderie. Elle a produit 16 244 tonnes de concentré de cuivre en 2006 et affichait des réserves estimées à 6,5 millions de tonnes dont 1,2 % de cuivre.

### Pollutions dues aux exploitations péruviennes
Quand Doe Run a pris le contrôle de La Oroya, elle a également hérité du PAMA (Programa de Adecuación y Manejo Ambiental ou « Programme d'Assainissement et de Gestion de l'Environnement ») de Centromin, un contrat stipulant que des mesures de protection de l'environnement devaient être prises au cours des dix années suivantes, étendues à douze années après l'accord du gouvernement péruvien. Concrètement ce programme avait pour but de réduire les émissions de tous types : eaux polluées, gaz, particules et de dépolluer l'environnement proche de la fonderie.
Jusqu'en 1997, la fonderie a été utilisée sans aucune restriction vis-à-vis de l'environnement, réduisant les collines environnantes à des paysages lunaires, vides de toute vie, du fait des émissions de dioxyde de soufre. L'état de la rivière, déjà polluée, a empiré du fait de rejet d'eaux usées non traitées, contaminant au plomb les sols de la ville et des environs. Il en a résulté un taux élevé de plomb dans le sang des habitants, et en particulier chez les enfants dont le nombre de maladies bronchiques a explosé. Elle a été classée par le Blacksmith Institute, un groupe environnemental de New York, comme étant l'une des dix villes les plus polluées au monde.
Une amélioration graduelle des conditions environnementales n'a encore été confirmée par aucune institution indépendante. Doe Run a rapporté avoir réduit les pollutions au plomb, à l'arsenic et au cadmium de la rivière. Les émissions de dioxyde de soufre ont été réduites par la récente mise en service de l'usine de traitement de l'acide de plomb issu de la fonderie et sont censées être totalement contrôlées depuis la mise à plein régime de l'usine en octobre 2008, suivant un rapport officiel de la compagnie. Doe Run a été indemnisée par Centromin, et assurée par le gouvernement péruvien contre toute responsabilité environnementale découlant de l'exploitation antérieure à la privatisation de La Oroya. En mai 2006, Doe Run a pu obtenir une quatrième prolongation du délai lui imposant de réduire les émissions toxiques à 2009.
En octobre 2009, les émissions sont encore supérieures aux recommandations du gouvernement péruvien. Doe Run refuse de répondre aux exigences de la licence d'exploitation et demande un nouveau moratoire de trente mois.

## Usages et débouchés du plomb
À cause de sa toxicité, le plomb a perdu beaucoup de ses marchés traditionnels tels que la peinture, la soudure, le plomb tétraéthyle (additif pour l'essence) et la tuyauterie. En revanche, la demande reste forte pour les accumulateurs au plomb, technologie dominante dans l'automobile servant au démarrage, à l'éclairage et à la force motrice entre autres. Au début des années 2000, la demande totale de plomb de tous types pour ces accumulateurs représente 88 % de la consommation de plomb annuelle des États-Unis.